# Sporormiella variabilis
Sporormiella variabilis är en svampart som beskrevs av Georg Winter 1874. Sporormiella variabilis ingår i släktet Sporormiella och familjen Sporormiaceae.   Inga underarter finns listade i Catalogue of Life.